# Onoff
Onoff var en svensk detaljhandelskedja som sålde hemelektronik och vitvaror. Verksamheten startades 1971 av Hans Westin, som importerade japanska stereoprodukter. 1973 startade företaget på heltid. Första egentliga affären öppnades 1976 och låg i Åkersberga. Företaget hette ursprungligen Telecall. Telecall köpte upp Sigges radio 1982 och namnet ändrades till Onoff. 1985 byggdes huvudkontoret i Upplands Väsby och 1989 förvärvades Resurskedjan med nio butiker i flera städer i Sverige.
Under 2001 etablerade man verksamhet och butiker i Finland och Estland. I juli 2011 fanns det i Sverige 67 Onoff-butiker och 7 i Estland och Finland. Vidare var Onoff fram till sin konkurs trea på den svenska hemelektronikmarknaden.
En stor del av Onoffs inkomster kom från deras finansbolag Resursgruppen som de drev tillsammans med Siba. Resursgruppens verksamhet omfattar bland annat konsumentkrediter och försäkringar vid köp i elektronikkedjornas butiker. Vinsterna där var år 2005 större än från bolagens försäljningen av varor, enligt en artikel i Dagens Nyheter.
Den 11 juli 2011 meddelade Onoff Sveriges styrelse genom ett pressmeddelande att företaget begärts i konkurs vid Attunda tingsrätt. Butikerna i Estland ingår i ett dotterbolag och berörs inte av konkursen. Konkursförvaltaren meddelade att hela bolaget, det vill säga moderbolaget, kommer säljas med de sex butikerna i Estland tillsammans med de svenska 67 butiker samt ett centrallager. Varumärket Onoff ingick inte i affären.
Den 20 juli 2011 meddelade hemelektronikkedjan Expert i Sverige att de skulle köpa 30 av de totalt 67 butiker samt centrallagret från Onoffs konkursbo. Från och med den 1 augusti 2011 var dessa butiker en del av Expertkedjan. Expert räknade i och med detta övertagande att ha en marknadsandel i Sverige på cirka till 12-13 procent. Expert i Sverige ansökte om konkurs den 18 september 2012.